# Auburn (Illinois)
Auburn és una població dels Estats Units a l'estat d'Illinois. Segons el cens del 2000 tenia 4.317 habitants.

## Demografia
Segons el cens del 2000, Auburn tenia 4.317 habitants, 1.618 habitatges, i 1.187 famílies. La densitat de població era de 527,5 habitants/km².
Dels 1.618 habitatges en un 42% hi vivien nens de menys de 18 anys, en un 56,6% hi vivien parelles casades, en un 13,2% dones solteres, i en un 26,6% no eren unitats familiars. En el 22,9% dels habitatges hi vivien persones soles el 9,7% de les quals corresponia a persones de 65 anys o més que vivien soles. El nombre mitjà de persones vivint en cada habitatge era de 2,63 i el nombre mitjà de persones que vivien en cada família era de 3,09.
Per edats la població es repartia de la següent manera: un 30,4% tenia menys de 18 anys, un 7,5% entre 18 i 24, un 33,1% entre 25 i 44, un 17,5% de 45 a 60 i un 11,5% 65 anys o més.
L'edat mediana era de 33 anys. Per cada 100 dones de 18 o més anys hi havia 82,4 homes.
La renda mediana per habitatge era de 43.250 $ i la renda mediana per família de 49.200 $. Els homes tenien una renda mediana de 34.339 $ mentre que les dones 24.167 $. La renda per capita de la població era de 18.368 $. Aproximadament el 4,8% de les famílies i el 5,5% de la població estaven per davall del llindar de pobresa.

## Poblacions més properes
El següent diagrama mostra les poblacions més properes.